# Eclissi lunare del 21 gennaio 2019
Un'eclissi totale di luna è avvenuta il 21 gennaio 2019 UTC.  L'eclissi si è svolta in concomitanza con una superluna. La successiva eclissi totale di luna è avvenuta il 26 maggio 2021.

## Aspetto
È avvenuta nella costellazione del Cancro, appena ovest dell'Ammasso del Presepe.

## Visibilità
L'eclissi è stata visibile in tutta la sua interezza dal Nord al Sud America, e in alcune zone dell'Europa occidentale e Africa nordoccidentale. Dal Nord America l'eclisse è iniziata durante le ore serali del 20 gennaio. Gli osservatori in Europa e in gran parte dell'Africa sono riusciti a vedere parte dell'eclisse prima che la Luna tramontasse nelle ore appena prima dell'alba del 21 gennaio.
| Vista della Terra dalla Luna durante l'apice dell'eclisse |
| Mappa della visibilità                                    |

## Eclissi correlate

### Serie di eclissi di luna
| Serie di eclissi di luna 2016–2020 | Serie di eclissi di luna 2016–2020 | Serie di eclissi di luna 2016–2020 | Serie di eclissi di luna 2016–2020 | Serie di eclissi di luna 2016–2020 | Serie di eclissi di luna 2016–2020 | Serie di eclissi di luna 2016–2020 |
| ---------------------------------- | ---------------------------------- | ---------------------------------- | ---------------------------------- | ---------------------------------- | ---------------------------------- | ---------------------------------- |
| Nodo discendente                   | Nodo discendente                   | Nodo discendente                   |                                    | Nodo ascendente                    | Nodo ascendente                    | Nodo ascendente                    |
| Saros                              | Data                               | Tipo                               | Saros                              | Data                               | Tipo                               |                                    |
| 109                                | 18 agosto 2016                     | Penombrale                         | 114                                | 11 febbraio 2017                   | Penombrale                         |                                    |
| 119                                | 7 agosto 2017                      | Parziale                           | 124                                | 31 gennaio 2018                    | Totale                             |                                    |
| 129                                | 27 luglio 2018                     | Totale                             | 134                                | 21 gennaio 2019                    | Totale                             |                                    |
| 139                                | 16 luglio 2019                     | Parziale                           | 144                                | 10 gennaio 2020                    | Penombrale                         |                                    |
| 149                                | 5 luglio 2020                      | Penombrale                         |                                    |                                    |                                    |                                    |
|                                    |                                    |                                    |                                    |                                    |                                    |                                    |
| Ultimo set                         | 16 settembre 2016                  | 16 settembre 2016                  | Ultimo set                         | 23 marzo 2016                      | 23 marzo 2016                      |                                    |
|                                    |                                    |                                    |                                    |                                    |                                    |                                    |
| Prossimo set                       | 5 giugno 2020                      | 5 giugno 2020                      | Prossimo set                       | 30 novembre 2020                   | 30 novembre 2020                   |                                    |

### Ciclo di Saros
L'eclissi fa parte del ciclo di Saros 134.
Un'eclissi di luna è preceduta e seguita da una di sole, di 9 anni e 5.5 giorni (mezzo saros). Questa eclissi di luna è collegata a due eclissi solari annuali di Saros 141.
| 15 gennaio 2010 | 26 gennaio 2028 |
| --------------- | --------------- |
|                 |                 |